# Elihu B. Washburne
Elihu Benjamin Washburne (23. september 1816, Livermore, Maine – 23. oktober 1887, Chicago, Illinois) var en af syv brødre, som spillede en fremtrædende rolle ved etableringen af det republikanske parti. Han blev senere udenrigsminister i 1869.
Washburne, som boede i Galena, Illinois, repræsenterede det nordvestlige Illinois i Repræsentanternes Hus fra 1853 til 1869. Mens han sad i USAs Kongres, var han også medlem af den magtfulde Appropriations Committee (finansudvalg). 
Han var kendt for sit mod og mødte den tiltrædende præsident Abraham Lincoln ved dennes ankomst til Washington D.C. den 23. februar 1861. Der var frygt for et mordforsøg, og andre republikanske ledere var bange for at påtage sig dette hverv. Washburne havde sløret Lincolns rute ved personligt at afbryde telegraftrådene på afgørende punkter. 
Washburne tilhørte oprindeligt Whig-partiet, men blev tidligt medlem af Republikanerne og leder af de radikale Republikanere. Han var blandt de oprindelige fortalere for racelighed. Efter den amerikanske borgerkrig gik han ind for, at store plantager skulle deles op for at give frigivne slaver kompensation. 
Washburne var præsident Ulysses S. Grants udenrigsminister i tolv dage i marts 1869 (hvilket fortsat er det korteste nogen udenrigsminister har siddet). Derefter blev han ambassadør i Frankrig, hvor han fik indflydelse på fredsforhandlingerne efter den fransk-preussiske krig.
Washburne trak sig tilbage fra politik i 1876, selv om han blev nævnt som præsidentkandidat på det republikanske konvent i 1880 og 1884. Han flyttede til Chicago og fungerede som præsident for Chicago Historical Society fra 1884 til 1887.
Tre af Washburnes brødre (Cadwallader C. Washburn, William D. Washburn og Israel Washburn, Jr.) blev også politikere. Hans søn Hempstead Washburne var borgmester i Chicago fra 1891 til 1893.
Washburne Street i Chicago er opkaldt efter Elihu Washburne.

## Eksterne kilder
- Online biografi over Washburne Arkiveret 3. maj 2009 hos  Wayback Machine
- Israel, Elihu and Cadwallader Washburn: A Chapter in American Biography Arkiveret 24. september 2015 hos  Wayback Machine
- Elihu Washburne's Gravesite Arkiveret 1. oktober 2009 hos  Wayback Machine